# Libro de Lismore
 El Libro de Lismore, también conocido como el Libro de Mac Carthaigh Riabhach, es un manuscrito gaélico de finales del siglo XV que se creó en Kilbrittain en el condado de Cork, Irlanda, por Fínghean Mac Carthaigh, señor de Carbery (1478-1505). Pese a algunas páginas defectuosas al principio y al final, hoy sobreviven 198 hojas, que contienen una miscelánea de textos religiosos y seculares escritos íntegramente en irlandés.
El escriba principal del manuscrito no firmó con su nombre. Un segundo escriba, que escribió once hojas, firmó él mismo como Aonghus Ó Callanáin, y probablemente era miembro de una conocida familia de eruditos médicos de West Cork. Otros escribas de socorro contribuyen con breves períodos a lo largo del libro.
El libro también contiene una referencia (f. 158v) a un segundo manuscrito, un duanaire o antología poética dedicada a Mac Carthaigh, pero ese manuscrito se ha perdido.

## Contenido
Si bien la poesía está bien representada en todo el manuscrito, la forma dominante es la prosa, que data lingüísticamente desde la Alta hasta la Baja Edad Media.
El contenido muestra una organización cuidadosa, comenzando con material religioso relacionado principalmente con los santos de Irlanda (vidas y anécdotas), incluidos Patricio, Brígida, Columba, Ciarano y Brandán, pero también incorporando el Teanga Bhiothnua ('Lengua siempre nueva') de principios de la Edad Media. En esta sección también se encuentran textos traducidos al irlandés, ampliamente relacionados con el tema religioso, entre los que destacan las conquistas de Carlomagno, la historia de los lombardos (un capítulo de la Leyenda Áurea), y los viajes de Marco Polo. Es probable que la comunidad franciscana de la cercana Timoleague facilitara el acceso de los escribas de Kilbrittain a parte de la literatura de temática religiosa. Entre ellas, las obras religiosas y los textos traducidos suponen aproximadamente la mitad de los contenidos.
El resto del manuscrito presenta textos seculares nativos. Estos incluyen material relacionado con la realeza, algunos de los cuales se centran en Diarmaid mac Cearbhaill, un rey de Irlanda del siglo VI; cuentos como Caithréim Cheallacháin Chaisil, Eachtra Thaidhg Mhic Céin y Cath Crionna ; la sátira Tromdhámh Ghuaire; y tradiciones relativas a Fionn mac Cumhaill tal como se relata en el prosimetrum de finales del siglo XII, Agallamh na Seanórach. Estas tradiciones de Fionn ocupan aproximadamente una cuarta parte del manuscrito.
El libro también contiene Crichad an Chaoilli, un documento topográfico, posiblemente del siglo XIII, que describe el distrito entre Mallow y Fermoy en términos de municipios, los nombres de muchos de los cuales aún son reconocibles en la forma de sus contrapartes actuales.

## Historia posterior
Después del siglo XV, solo se obtienen atisbos esporádicos del libro durante los siguientes 300 años. En junio de 1629 fue depositado en la cercana abadía franciscana de Timoleague, donde el renombrado escriba, autor e historiador, el hermano Mícheál Ó Cléirigh copió material de él. Se cree que es idéntico a un libro confiscado por Lewis, primer vizconde Boyle de Kinalmeaky, entonces de 23 años, en el asedio del castillo de Kilbrittain en 1642 durante las guerras confederadas irlandesas, y enviado por él a su padre, Richard Boyle, primer conde de Cork. Lord Boyle de Kinalmeaky (cuyo hermano menor era el químico Robert Boyle) murió poco después, en la batalla de Liscarroll en septiembre de 1642.

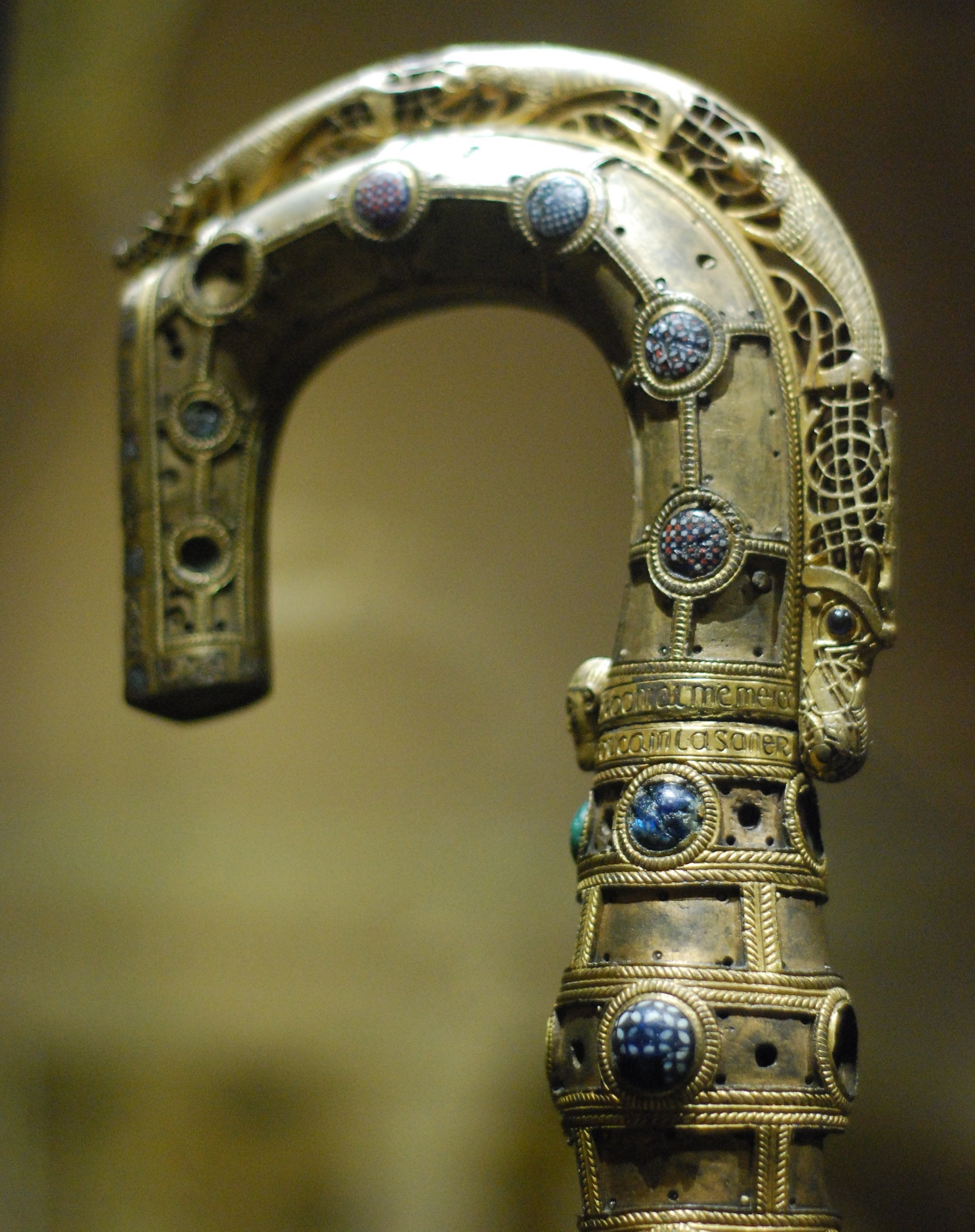
El báculo de Lismore, c. 1100, Museo Nacional de Irlanda, Dublín

No está claro cuándo se llevó el libro al castillo de Lismore en el oeste del condado de Waterford, un castillo que Lord Cork había comprado a Sir Walter Raleigh en 1602. En el siglo XVIII, el castillo pasó por matrimonio de la familia Boyle a los Cavendish, duques de Devonshire. En 1814, durante las renovaciones del castillo y la ciudad de Lismore por parte del sexto duque de Devonshire, se redescubrió el manuscrito, que aparentemente había sido tapiado en el castillo con el báculo de Lismore, que ahora se encuentra en el Museo Nacional de Irlanda.
Tras su descubrimiento, el libro pronto fue prestado al escriba y erudito de Cork Donnchadh Ó Floinn (quien llamó al libro 'Leabhar Leasa Móire', el Libro de Lismore), cuyo amigo, Micheál Óg Ó Longáin, transcribió casi todo el manuscrito en 1817, bajo el patrocinio del obispo John Murphy. El título 'Libro de Lismore' o 'Leabhar Leasa Móir' data de esta época. A partir de esta y otras transcripciones de Mícheál Óg, se hicieron muchas más copias de secciones y textos individuales, y esto contribuyó a un resurgimiento temporal de la elaboración de manuscritos en Cork durante la primera mitad del siglo XIX.
El libro fue devuelto a Lismore alrededor de 1821-22, pero sesenta y seis hojas permanecieron en Cork y posteriormente fueron vendidas al duque de Devonshire en 1860. Eugene O'Curry y el hijo menor de Mícheál Og, Seosamh, que en ese momento trabajaba para la Royal Irish Academy, hicieron más transcripciones. En 1907, el libro se exhibió públicamente en la Exposición Internacional Irlandesa celebrada en Herbert Park, Dublín. En 1930, el manuscrito se transfirió de forma permanente de Lismore a Chatsworth House en Inglaterra, donde permaneció hasta 2020, excepto durante los años 1939-1948, cuando se trasladó a un lugar seguro durante la Segunda Guerra Mundial y también se puso a disposición para la creación de la facsímil publicado en 1950.
En 1879, apareció por primera vez una reproducción fotográfica de páginas del manuscrito en el tercer fascículo de los Facsímiles de manuscritos nacionales de Irlanda de John Gilbert. Se hizo un facsímil fotográfico impreso, en blanco y negro, de todo el manuscrito bajo la dirección de R.A.S. Macalister y se publicó en 1950. En 2010, el manuscrito completo fue digitalizado por Irish Script on Screen antes de la exhibición pública del libro en el University College de Cork (UCC), en 2011.
En 2020, el Chatsworth Settlement Trust donó el Libro de Lismore a University College, Cork. La universidad planea exhibirlo en su Biblioteca Boole.

### Facsímiles
- RAS Macalister, The Book of Mac Carthaigh Riabhach, de lo contrario, el Libro de Lismore (Dublín 1950)
- Versión digital completa con catálogo de contenidos de Pádraig Ó Macháin

### Textos del Libro de Lismore editados o consultados para ediciones
- Alexander Bugge, Caithréim Cellacháin Caisil (Christiana 1905)
- R. I. Best, 'The settling of the Manor of Tara', Ériu 4 (1908–10) 121–72
- John Carey, In Tenga Bithnua: the Ever-New Tongue (Turnhout 2009)
- Owen Connellan, Imtheacht na Tromdháimhe; or, the proceedings of the great bardic institution (Dublin 1860)
- Douglas Hyde, Gabháltais Shearluis Mhóir: the Conquests of Charlemagne (London 1917)
- Douglas Hyde, 'An Agallamh Bheag', Lia Fáil 1 (1924) 79–107
- Kenneth Jackson, 'The Adventure of Laeghaire mac Crimthainn', Speculum 17 (1942) 377–89
- Maud Joynt, Tromdámh Guaire (Dublin 1931)
- Gearóid Mac Niocaill, 'Sdair na Lumbardach', Studia Hibernica 1 (1961) 89–118
- Brian Ó Cuív, 'A poem for Fínghin Mac Carthaigh Riabhach', Celtica 15 (1983) 96–110
- Standish H. O'Grady, Silva Gadelica (London 1892)
- J. G. O'Keeffe, 'The ancient territory of Fermoy', Ériu 10 (1928) 170–89
- Patrick Power, Críchad an chaoilli: being the topography of ancient Fermoy (Cork 1932)
- Marie Louise Sjoestedt-Jonval, 'Forbuis Droma Damhghaire', Revue Celtique 43 (1926) 1–123 , 44 (1927) 157–86 and Ó Duinn, Seán [tr.], Forbhais Droma Dámhgháire: The siege of Knocklong, (Cork, 1992)
- Whitley Stokes, Lives of Saints from the Book of Lismore (Oxford: Clarendon Press, 1890)
- Whitley Stokes, 'The Gaelic abridgement of the Book of Ser Marco Polo', Zeitschrift für celtische Philologie 1 (1896–7) 245–73, 362–438
- Whitley Stokes, 'Acallamh na Senórach', Irische Texte 4/1 (Leipzig 1900)
- Whitley Stokes, 'The Evernew Tongue', Ériu 2 (1905) 96-162
- Joseph Vendryes, Airne Fíngein (Dublin 1953)

### Comentarios y análisis
- Máire Herbert (et al.), Travelled tales - leabhar scéalach siúlach (Cork, 2011)
- Breandán Ó Conchúir, Scríobhaithe Chorcaí 1700–1850 (Dublin 1982) 233–6
- Breandán Ó Conchúir, review of Ó Cuív, 'Observations', Éigse 21 (1986) 255–8
- Donnchadh Ó Corráin, Clavis litterarum Hibernensium (Turnhout 2017) 1101-4
- Brian Ó Cuív, 'Observations on the Book of Lismore', Proceedings of the Royal Irish Academy 83 C (1983) 269–92
- Pádraig Ó Macháin, 'Leabhar Leasa Móir agus lucht léinn sa naoú haois déag', An Linn Bhuí, 18 (2014) 233–49
- Pádraig Ó Macháin, 'Aonghus Ó Callanáin, Leabhar Leasa Móir agus an Agallamh Bheag', in Aidan Doyle and Kevin Murray, In dialogue with the Agallamh: essays in honour of Seán Ó Coileáin (Dublin 2014) 144–63
- Pádraig Ó Macháin, 'Ealaín na Lámhscríbhinní: Leabhar Leasa Móir agus muintir Longáin', in Ó Macháin and Sorcha Nic Lochlainn,  Leabhar na Longánach: the Ó Longáin family and their manuscripts (Cork 2018) 175–216
- Pádraig Ó Macháin, 'The Book of Mac Carthaigh Riabhach commonly called the Book of Lismore', Kibrittain Historical Society Journal 6 (2021) 13-41
- Andrea Palandri, 'An Marco Polo Gaeilge agus Fínghean Mac Carthaigh Riabhach', Celtica 31 (2019) 191–212
- Andrea Palandri, 'The Irish adaptation of Marco Polo's Travels: mapping the route to Ireland', Ériu 69 (2019) 127-154